# Annenhof (Bad Saarow)

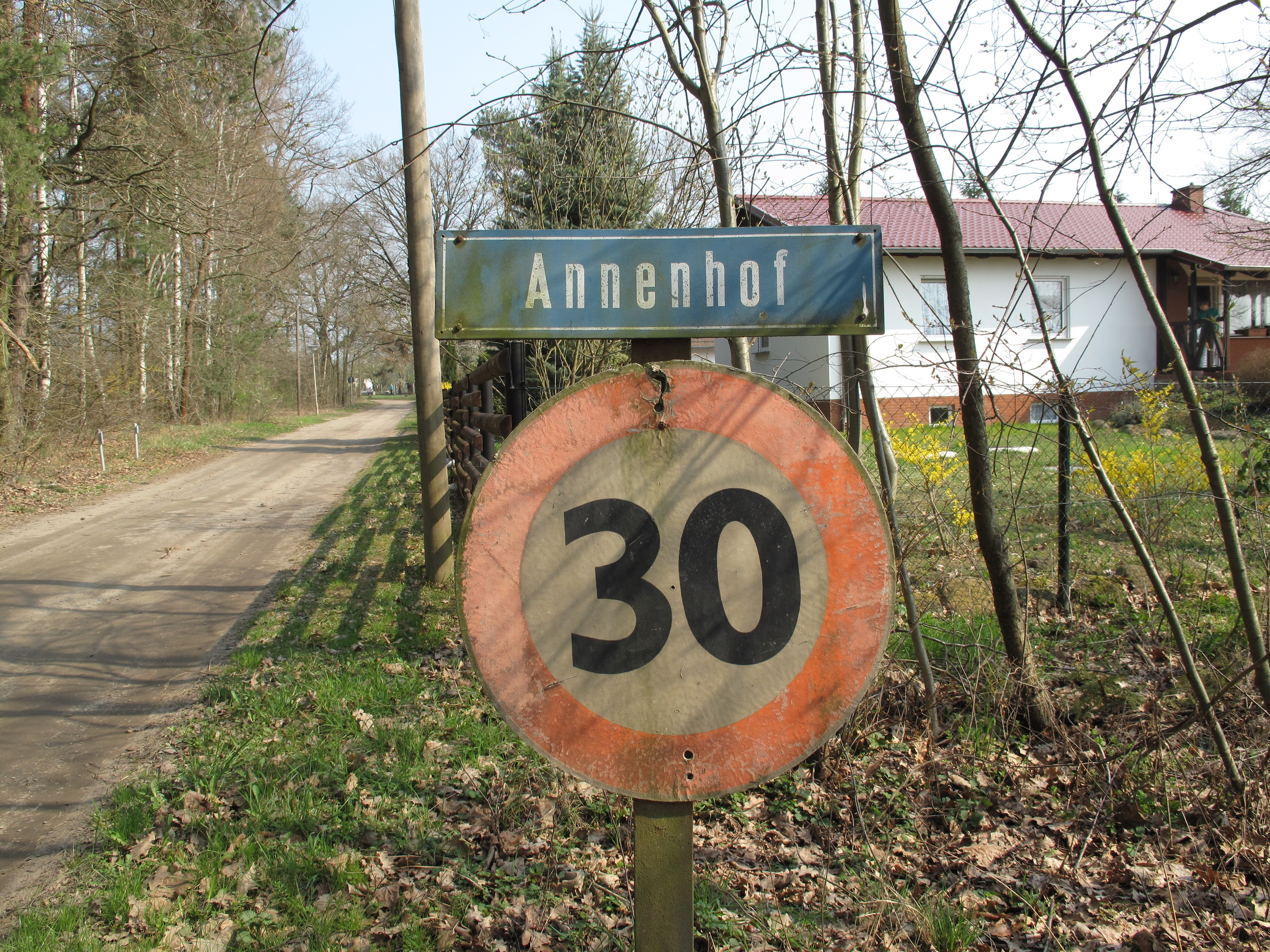
Eingang zum Annenhof

Annenhof ist ein Wohnplatz des Thermalsole- und Moorheilbads Bad Saarow im Brandenburger Landkreis Oder-Spree. Das 1844 erstmals erwähnte ehemalige Vorwerk des Ritterguts Pieskow liegt rund drei Kilometer östlich des Scharmützelsees.

## Naturraum, Ort und Verkehrsanbindung

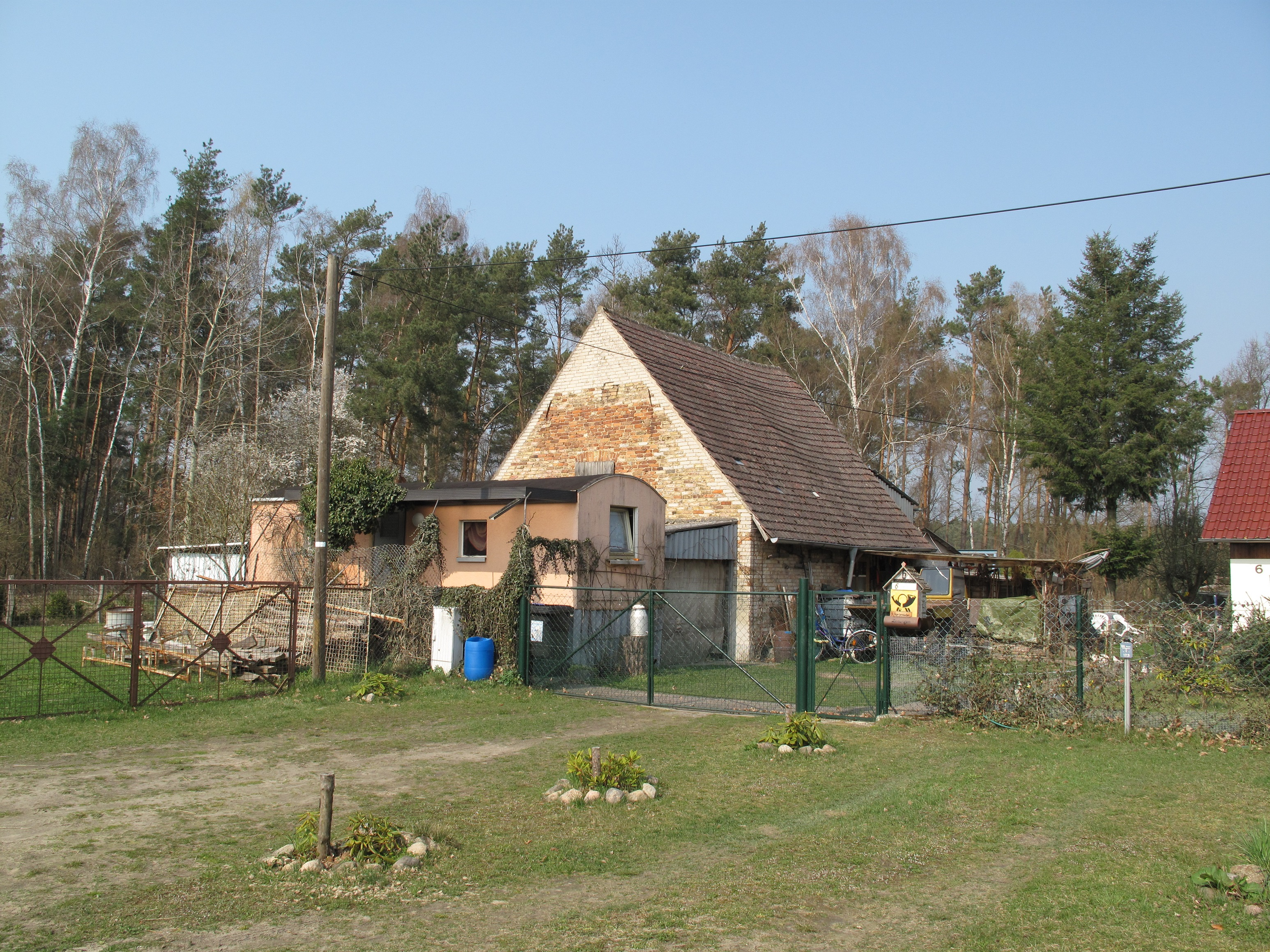
Im Annenhof

Der Annenhof liegt auf der Beeskower Platte zwischen einem Waldgebiet und einer ausgedehnten Offenlandschaft mit Ackerflächen westlich des 101 Meter hohen Schwarzberges. Das flachwellige Plateau zählt zu den südlichen Talbegrenzungen des Berliner Urstromtals, die überwiegend aus eiszeitlichen Ablagerungen (vor allem Geschiebemergel und Sand) bestehen. Das Plateau wird unter Nr. 824 in den Naturräumlichen Haupteinheiten Deutschlands als Teil des Ostbrandenburgischen Heide- und Seengebiets (Nr. 82) geführt.
Rund 2 Kilometer westlich am Ufer des Scharmützelsees liegt der ehemalige Gutsbezirk Pieskow, heute gleichfalls ein Wohnplatz Bad Saarows. In rund 5 Kilometern Entfernung folgen nordöstlich Kunersdorf und südöstlich Wilmersdorf, beides Teile von Rietz-Neuendorf. An das Straßennetz ist der Wohnplatz lediglich über den Annenhofer Weg angeschlossen. Der unbefestigte, nicht asphaltierte Fahrweg führt von Pieskow zu der Siedlung und endet dort. Rund 700 Meter südlich führt die Trasse der in diesem Abschnitt stillgelegten Scharmützelseebahn vorbei. Das Gleis der eingleisigen Strecke ist weitgehend abgebaut. Ein Bahnhof oder Haltepunkt bestand hier nicht. An den Öffentlichen Nahverkehr ist Annenhof nicht angebunden.
Heute (Stand 2014) gruppieren sich im Annenhof einige wenige ehemalige Landarbeiterhäuser mit ihren Stallungen zu einer kleinen Siedlung. Das Erscheinungsbild des Ortes prägen Pferde, Enten, Hühner und Landwirtschaft. Die Landesverwaltung Brandenburg weist den Annenhof als Wohnplatz der Gemeinde Bad Saarow aus.

## Geschichte
Gesonderte Angaben zu den Einwohnerzahlen des Annenhofs liegen für 1871 mit 15, 1885 mit 12 und 1925 mit 16 Personen vor.

### Gründung und Namensgebung

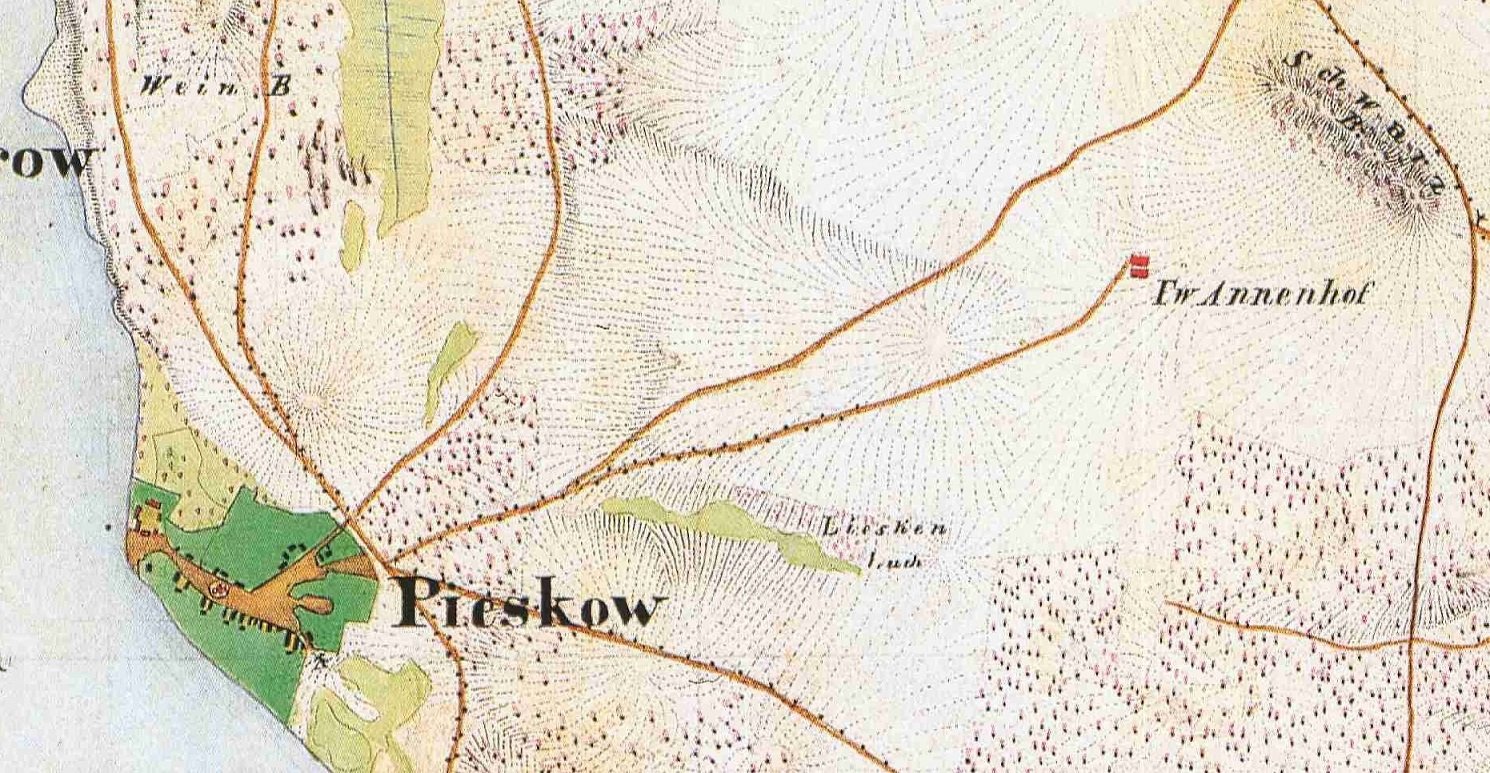
Das Vorwerk im Preußischen Urmesstischblatt von 1844

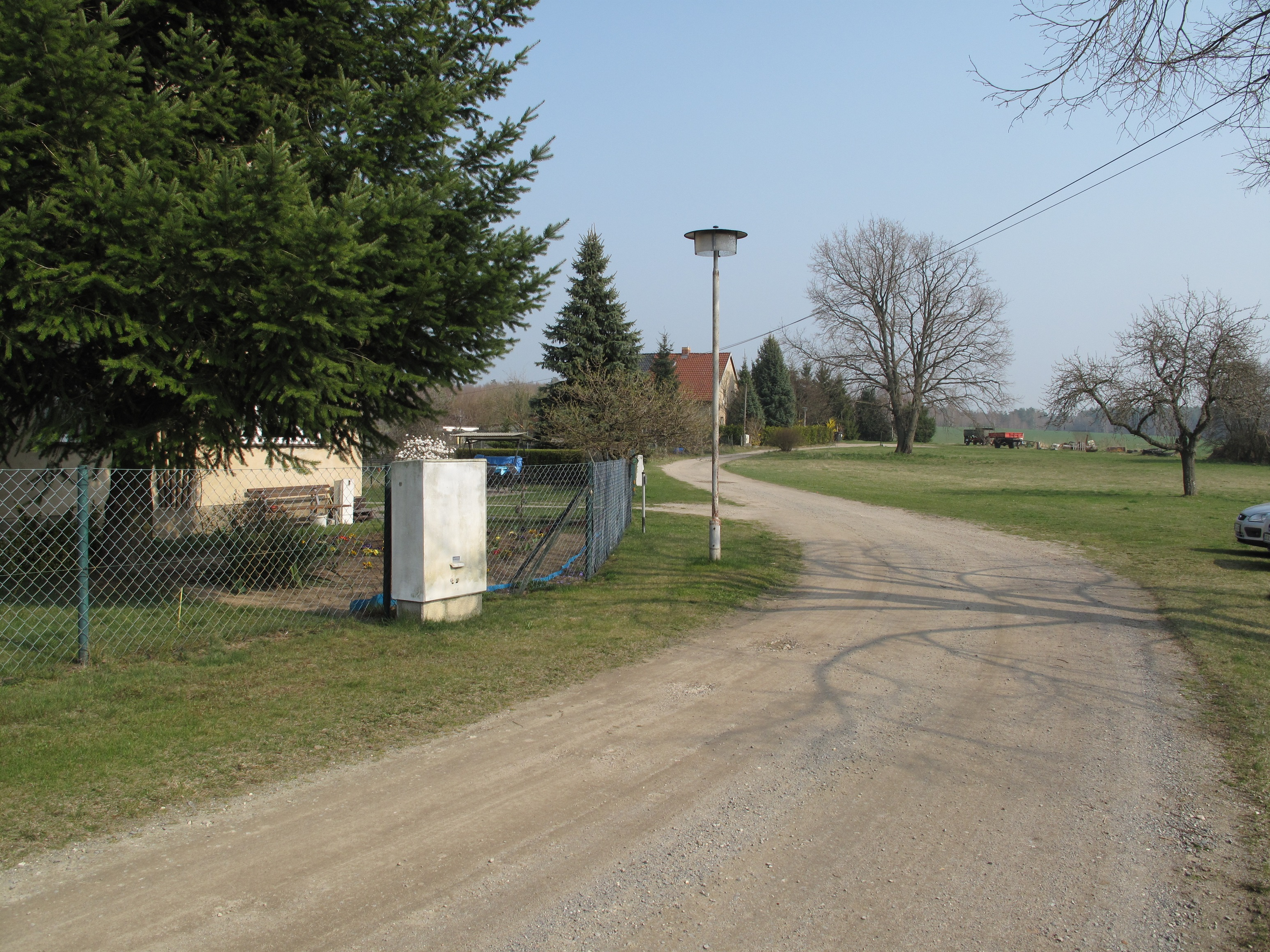
Im Annenhof

Der Annenhof wurde sehr wahrscheinlich in der ersten Hälfte des 19. Jahrhunderts als landwirtschaftliches Vorwerk beziehungsweise als Schäferei des Ritterguts Pieskow angelegt, das zu den ausgedehnten Besitzungen der von Löschebrands um den Scharmützelsee gehörte. Erstmals schriftlich erwähnt wurde er in der Preußischen Uraufnahme von 1844, in der er als Vw. Annenhof mit zwei Gebäuden eingezeichnet ist (siehe nebenstehenden Kartenausschnitt). Eine konkrete Namensgeberin ist nicht bekannt. Das Brandenburgische Namenbuch verweist zur Namensgebung allgemein auf den aus dem Hebräischen stammenden deutschen Vornamen Anna.
Im Jahr 1858 ist der Hof, eingekircht in Pieskow, als abgebautes Vorwerk des Gutsbezirks vermerkt. In seiner Ortschafts-Statistik des Regierungsbezirks Potsdam mit der Stadt Berlin: […] von 1861 gibt Richard Boeckh den Ort als Annenhof oder Hammelstall, also als Schäferei, an. 1885 sind zwei Wohngebäude verzeichnet. 1897 erfolgte die Einkirchung nach Pfaffendorf. 1924 heißt es, der Wirtschaftshof Annenhof bewirtschafte den nicht versiedelten Teil des ehemaligen Gutes Pieskow.

### Bodenreform und DDR-Zeit
Von der Bodenreform in der Sowjetischen Besatzungszone (SBZ) war der Annenhof besonders betroffen. Am 6. Oktober 1945 erließ der Sowjetische Militärkommandant den Befehl, das Land des Annenhofes und des Gutes Silberberg an Umsiedler aus den Gebieten jenseits der Oder und an landarme Bauern zu verteilen. Jedem „Neusiedler“ wurden durchschnittlich 5 bis 9 ha Acker und 5 ha Wald je Siedler zugeteilt. Der ha (Hektar) wurde mit 200 Reichsmark berechnet. Der Kaufpreis sollte in jährlichen Raten über einen Zeitraum von 10 Jahren gestreckt beglichen werden. Ehemalige Mitglieder der NSDAP durften keine Bodenreformflächen erwerben. Im Jahr 1977 wurde der Hof als Betriebsteil der LPG Alt Golm geführt.